# 連邦条約 (1790年)

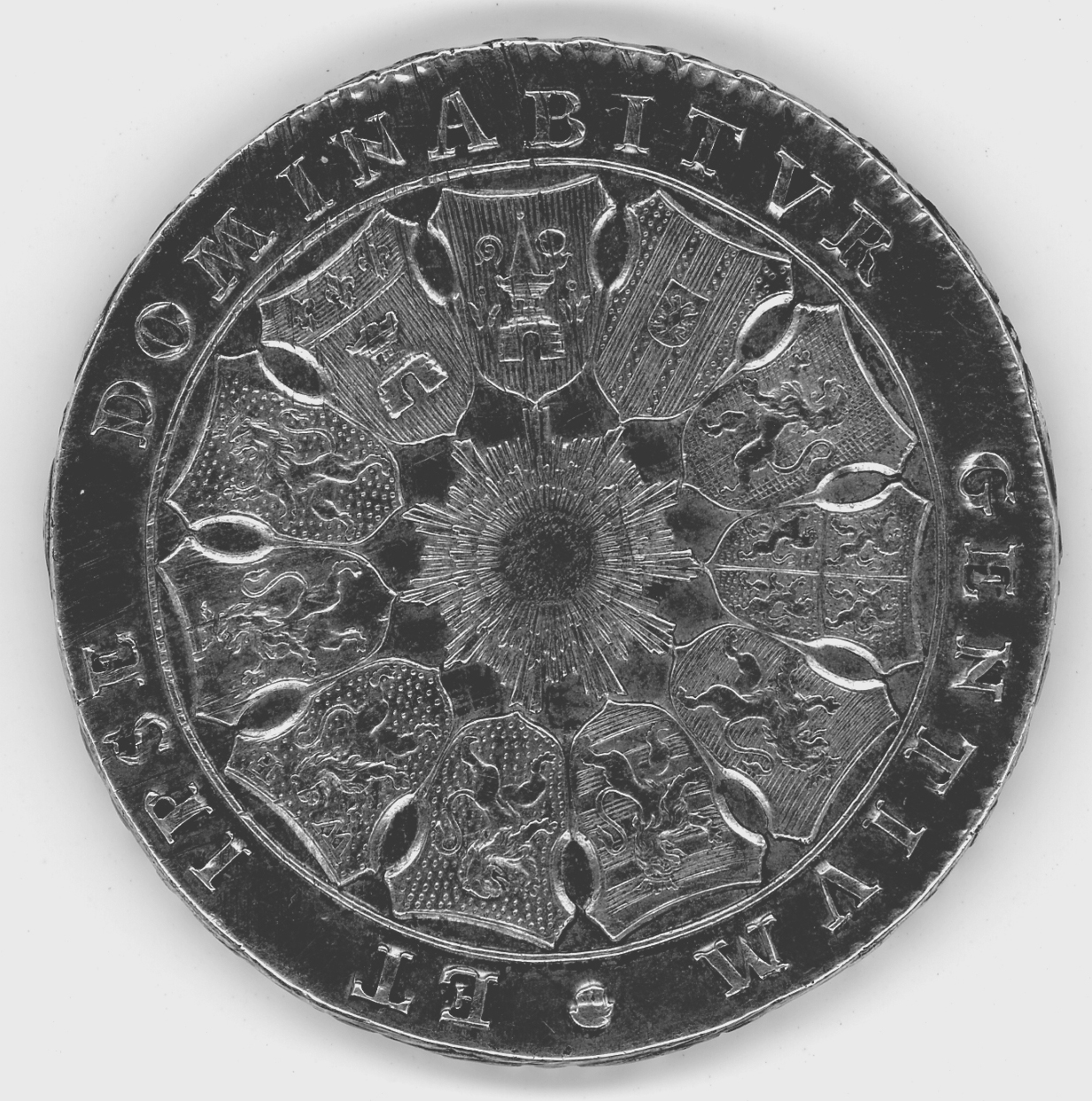
合衆国の硬貨。11州全ての紋章が刻まれている。

連邦条約（れんぽうじょうやく、フランス語: Traité d'Union、オランダ語: Tractaet van Vereeninge）はブラバント革命中に締結された条約で、ベルギー合衆国の建国を定めた。合衆国はオーストリア領ネーデルラントのブラバント公国、フランドル伯領、西フランドル州、エノー伯領、ナミュール伯領、ゲルデルン、メヘレン領主領、トゥルネーとトゥルネージー（独立した2州として算入）、リンブルフ公国（およびランデン・ファン・オーファーマース、3月8日から7月まで合衆国領）、ルクセンブルク公国（条約には署名せず、実質的には合衆国に含まれていない）で構成された。条約は1790年1月11日に発効、同年1月20日に批准された。

## 歴史
1789年10月24日、フォンキステン（祭壇と炉のために）とスタティステン（ブレダ委員会）ら愛国派は革命を起こしてオーストリア領ネーデルラントのブラバント公国に進軍、トゥルンハウトの戦いでオーストリア軍を撃破した後、諸都市を次々と落とした。オーストリア領ネーデルラント各地はルクセンブルク公国を除いてそれぞれ皇帝ヨーゼフ2世の統治を否定した。
- メヘレン領主領（英語版） - 1789年12月15日-16日
- エノー伯領 - 1789年12月21日
- ナミュール伯領 - 1789年12月23日
- トゥルネーとトゥルネージー（英語版） - 1789年12月36日
- ブラバント公国 - 1789年12月31日（ブラバント人民宣言も参照）
- オーストリア領ゲルデルン（ドイツ語版） - 1790年1月1日
- フランドル伯国（英語版） - 1790年1月4日（フランデレン州宣言（オランダ語版）も参照）
- 西フランドル州 - 1790年3月1日
- リンブルフ公国およびランデン・ファン・オーファーマース（ドイツ語版） - 1790年3月9日

各地がそれぞれ独立を宣言するにつれ、独自に建国するよりも自治を維持しつつ連邦を成立させた方が良いことが明らかになった。連邦条約は合衆国の憲法となった。連邦条約は1776年のアメリカ独立宣言の影響を深く受けており、そのアメリカ独立宣言も1579年のユトレヒト同盟（1580年代までブラバント、フランドル、メヘレンも参加していたが、スペイン軍に再占領されたことで脱退した）の影響を受けたものだった。そのため、ベルギー合衆国はネーデルラント連邦共和国とアメリカ合衆国の国制に基づいたものだった。
フランス革命では教会と貴族の財産が没収され、封建制が廃止され、貴族の特権も廃除されたが、連邦条約ではカトリック教会と貴族の伝統的な特権が維持された。一方、ベルギーは1791年9月3日から1792年9月21日まで立憲君主制を採用したフランスと違って一足先に共和制を採用した。